# Convocazioni alla Final Four Cup femminile 2008
Elenco delle giocatrici convocate per la Final Four Cup 2008.